# Oswald Rathmann
Oswald Rathmann (21 de julho de 1891, data de morte desconhecida) foi um ciclista de estrada alemão, que competiu nos Jogos Olímpicos de Estocolmo 1912.
Em 1912, Rathmann foi membro da equipe de ciclismo alemão que terminou em sexto no contrarrelógio por equipes. Na prova de contrarrelógio individual, terminou em trigésimo terceiro.